# Kamenica (miasto Nisz)
Kamenica (cyr. Каменица) – wieś w Serbii, w okręgu niszawskim, w mieście Nisz. W 2011 roku liczyła 3745 mieszkańców.